# Các đội tuyển bóng đá quốc gia Việt Nam năm 2021
Dưới đây là lịch và kết quả thi đấu của một số đội tuyển bóng đá quốc gia Việt Nam các cấp trong năm 2021. Bàn thắng của các đội tuyển Việt Nam được liệt kê trước.

## Nam

### Đội tuyển nam quốc gia
Vòng loại Giải vô địch bóng đá thế giới 2022 – Khu vực châu Á (Vòng 2)
| Ngày | Địa điểm   | Đối thủ   | Tỷ số | Vòng đấu | Cầu thủ ghi bàn                                                                           | Chi tiết |
| --- | ---------- | --------- | ----- | -------- | ----------------------------------------------------------------------------------------- | -------- |
| 7 tháng 6 | Dubai, UAE | Indonesia | 4–0   | Bảng G   | - Nguyễn Tiến Linh 51' - Nguyễn Quang Hải 62' - Nguyễn Công Phượng 67' - Vũ Văn Thanh 74' | [ 1 ]    |
| 11 tháng 6 | Dubai, UAE | Malaysia  | 2–1   | Bảng G   | - Nguyễn Tiến Linh 27' - Quế Ngọc Hải 82' (ph.đ.)                                         | [ 2 ]    |
| 15 tháng 6 | Dubai, UAE | UAE       | 2–3   | Bảng G   | - Nguyễn Tiến Linh 84' - Trần Minh Vương 90+3'                                            | [ 3 ]    |
| Việt Nam đứng nhì Bảng G và lọt vào vòng loại thứ ba Giải vô địch bóng đá thế giới 2022 khu vực châu Á vì là 1 trong 5 đội nhì có thành tích tốt nhất. |            |           |       |          |                                                                                           |          |

Vòng loại Giải vô địch bóng đá thế giới 2022 – Khu vực châu Á (Vòng 3)
| Ngày        | Địa điểm            | Đối thủ     | Tỷ số | Vòng đấu | Cầu thủ ghi bàn                         | Chi tiết |
| ----------- | ------------------- | ----------- | ----- | -------- | --------------------------------------- | -------- |
| 2 tháng 9   | Riyadh, Ả Rập Xê Út | Ả Rập Xê Út | 1–3   | Bảng B   | - Nguyễn Quang Hải 3'                   | [ 4 ]    |
| 7 tháng 9   | Hà Nội, Việt Nam    | Úc          | 0–1   | Bảng B   |                                         | [ 5 ]    |
| 7 tháng 10  | Sharjah, UAE        | Trung Quốc  | 2–3   | Bảng B   | - Hồ Tấn Tài 80' - Nguyễn Tiến Linh 90' | [ 6 ]    |
| 12 tháng 10 | Muscat, Oman        | Oman        | 1–3   | Bảng B   | - Nguyễn Tiến Linh 39'                  | [ 7 ]    |
| 11 tháng 11 | Hà Nội, Việt Nam    | Nhật Bản    | 0–1   | Bảng B   |                                         | [ 8 ]    |
| 16 tháng 11 | Hà Nội, Việt Nam    | Ả Rập Xê Út | 0–1   | Bảng B   |                                         | [ 9 ]    |

Giải vô địch bóng đá Đông Nam Á 2020
| Ngày                                                               | Địa điểm           | Đối thủ   | Tỷ số | Vòng đấu          | Cầu thủ ghi bàn                                                        | Chi tiết |
| ------------------------------------------------------------------ | ------------------ | --------- | ----- | ----------------- | ---------------------------------------------------------------------- | -------- |
| 6 tháng 12                                                         | Bishan, Singapore  | Lào       | 2–0   | Bảng B            | - Nguyễn Công Phượng 26' - Phan Văn Đức 55'                            | [ 10 ]   |
| 12 tháng 12                                                        | Bishan, Singapore  | Malaysia  | 3–0   | Bảng B            | - Nguyễn Quang Hải 32' - Nguyễn Công Phượng 36' - Nguyễn Hoàng Đức 89' | [ 11 ]   |
| 15 tháng 12                                                        | Bishan, Singapore  | Indonesia | 0–0   | Bảng B            |                                                                        | [ 12 ]   |
| 18 tháng 12                                                        | Bishan, Singapore  | Campuchia | 4–0   | Bảng B            | - Nguyễn Tiến Linh 3', 27' - Bùi Tiến Dũng 55' - Nguyễn Quang Hải 57'  | [ 13 ]   |
| 23 tháng 12                                                        | Kallang, Singapore | Thái Lan  | 0–2   | Bán kết (Lượt đi) |                                                                        | [ 14 ]   |
| 26 tháng 12                                                        | Kallang, Singapore | Thái Lan  | 0–0   | Bán kết (Lượt về) |                                                                        | [ 15 ]   |
| Việt Nam dừng chân ở bán kết Giải vô địch bóng đá Đông Nam Á 2020. |                    |           |       |                   |                                                                        |          |

Giao hữu
| Ngày       | Địa điểm     | Đối thủ | Tỷ số | Vòng đấu | Cầu thủ ghi bàn          | Chi tiết |
| ---------- | ------------ | ------- | ----- | -------- | ------------------------ | -------- |
| 31 tháng 5 | Sharjah, UAE | Jordan  | 1–1   | Giao hữu | - Al-Rawabdeh 25' (l.n.) | [ 16 ]   |

### Đội tuyển U-23 quốc gia
Vòng loại Cúp bóng đá U-23 châu Á 2022
| Ngày                                                                        | Địa điểm            | Đối thủ           | Tỷ số | Vòng đấu | Cầu thủ ghi bàn     | Chi tiết |
| --------------------------------------------------------------------------- | ------------------- | ----------------- | ----- | -------- | ------------------- | -------- |
| 27 tháng 10                                                                 | Bishkek, Kyrgyzstan | Đài Bắc Trung Hoa | 1–0   | Bảng I   | - Lê Văn Xuân 82'   | [ 17 ]   |
| 2 tháng 11                                                                  | Bishkek, Kyrgyzstan | Myanmar           | 1–0   | Bảng I   | - Hồ Thanh Minh 53' | [ 18 ]   |
| Việt Nam đứng nhất Bảng I và giành vé tham dự Cúp bóng đá U-23 châu Á 2022. |                     |                   |       |          |                     |          |

Giao hữu
| Ngày        | Địa điểm   | Đối thủ    | Tỷ số | Vòng đấu | Cầu thủ ghi bàn                                | Chi tiết |
| ----------- | ---------- | ---------- | ----- | -------- | ---------------------------------------------- | -------- |
| 11 tháng 10 | Dubai, UAE | Tajikistan | 1–1   | Giao hữu | - Lê Xuân Tú 82'                               | [ 19 ]   |
| 17 tháng 10 | Dubai, UAE | Kyrgyzstan | 3–0   | Giao hữu | - Lê Văn Đô 38' (ph.đ.) - Trần Văn Đạt 50, 60' | [ 20 ]   |

### Đội tuyển futsal quốc gia
Vòng loại khu vực châu Á Giải vô địch bóng đá trong nhà thế giới 2021
| Ngày                                                                    | Địa điểm        | Đối thủ | Tỷ số | Vòng đấu          | Cầu thủ ghi bàn      | Chi tiết |
| ----------------------------------------------------------------------- | --------------- | ------- | ----- | ----------------- | -------------------- | -------- |
| 23 tháng 5                                                              | Khor Fakkan,UAE | Liban   | 0–0   | Vòng loại lượt đi |                      | [ 21 ]   |
| 25 tháng 5                                                              | Khor Fakkan,UAE | Liban   | 1–1   | Vòng loại lượt về | - Châu Đoàn Phát 37' | [ 22 ]   |
| Việt Nam giành vé tham dự Giải vô địch bóng đá trong nhà thế giới 2021. |                 |         |       |                   |                      |          |

Giải futsal Tứ hùng quốc tế Tây Ban Nha 2021
| Ngày                                                                     | Địa điểm    | Đối thủ     | Tỷ số | Vòng đấu | Cầu thủ ghi bàn | Chi tiết |
| ------------------------------------------------------------------------ | ----------- | ----------- | ----- | -------- | --------------- | -------- |
| 28 tháng 8                                                               | Tây Ban Nha | Nhật Bản    | 0–1   | Giao hữu |                 |          |
| 31 tháng 8                                                               | Tây Ban Nha | Tây Ban Nha | 0–4   | Giao hữu |                 |          |
| Việt Nam xếp cuối cùng tại Giải futsal Tứ hùng quốc tế Tây Ban Nha 2021. |             |             |       |          |                 |          |

Giải vô địch bóng đá trong nhà thế giới 2021
| Ngày                                                                             | Địa điểm        | Đối thủ      | Tỷ số | Vòng đấu    | Cầu thủ ghi bàn                                                | Chi tiết |
| -------------------------------------------------------------------------------- | --------------- | ------------ | ----- | ----------- | -------------------------------------------------------------- | -------- |
| 13 tháng 9                                                                       | Klaipėda, Litva | Brasil       | 1–9   | Bảng D      | - Khổng Đình Hùng 14'                                          |          |
| 16 tháng 9                                                                       | Klaipėda, Litva | Panama       | 3–2   | Bảng D      | - Nguyễn Minh Trí 2' - Châu Đoàn Phát 9' - Nguyễn Văn Hiếu 27' |          |
| 19 tháng 9                                                                       | Kaunas, Litva   | Cộng hòa Séc | 1–1   | Bảng D      | - Châu Đoàn Phát 35'                                           |          |
| 22 tháng 9                                                                       | Vilnius, Litva  | RFU          | 2–3   | Vòng 16 đội | - Nguyễn Đắc Huy 18' - Phạm Đức Hòa 39'                        |          |
| Việt Nam dừng chân tại vòng 16 đội Giải vô địch bóng đá trong nhà thế giới 2021. |                 |              |       |             |                                                                |          |

Giao hữu
| Ngày       | Địa điểm         | Đối thủ     | Tỷ số | Vòng đấu | Cầu thủ ghi bàn                         | Chi tiết |
| ---------- | ---------------- | ----------- | ----- | -------- | --------------------------------------- | -------- |
| 17 tháng 5 | Khor Fakkan, UAE | Iraq        | 2–1   | Giao hữu | - Phạm Đức Hòa 20' - Nguyễn Đắc Huy 35' | [ 23 ]   |
| 3 tháng 9  | Tây Ban Nha      | Cordoba F.S | 2–2   | Giao hữu | - Nguyễn Minh Trí 1' - Trần Văn Vũ 36'  |          |

## Nữ

### Đội tuyển nữ quốc gia
Vòng loại Cúp bóng đá nữ châu Á 2022
| Ngày                                                                      | Địa điểm             | Đối thủ    | Tỷ số | Vòng đấu | Cầu thủ ghi bàn | Chi tiết |
| ------------------------------------------------------------------------- | -------------------- | ---------- | ----- | -------- | --- | -------- |
| 23 tháng 9                                                                | Dushanbe, Tajikistan | Maldives   | 16–0  | Bảng B   | - Nguyễn Thị Thanh Nhã 11', 62' - Haneefa 13' (l.n.) - Nguyễn Thị Tuyết Dung 16', 65' - Nguyễn Thị Tuyết Ngân 33' - Trần Thị Thùy Trang 41' - Chương Thị Kiều 50' - Phạm Hải Yến 51', 58', 67', 73', 79', 84' - Huỳnh Như 56' - Hồ Thị Quỳnh 83' |          |
| 26 tháng 9                                                                | Dushanbe, Tajikistan | Tajikistan | 7–0   | Bảng B   | - Phạm Hải Yến 14', 73' - Nguyễn Thị Bích Thùy 42', 54' - Huỳnh Như 51' - Hoàng Thị Loan 84' - Nguyễn Thị Vạn 90' |          |
| Việt Nam đứng nhất Bảng B và giành vé tham dự Cúp bóng đá nữ châu Á 2022. |                      |            |       |          | |          |